# 33. pehotni polk (Italija)
33. pehotni polk Livorno (izvirno italijansko º Reggimento fanteria) je bil pehotni polk Kraljeve italijanske kopenske vojske.

## Zgodovina
Med prvo svetovno vojno je bil polk nastanjen na soški fronti, medtem ko je bil polk med drugo svetovno vojno (1940-43) nastanjen v Franciji in na Siciliji.